# Marta Bastianelli
Marta Bastianelli (Velletri, 30 de abril de 1987) es una ciclista italiana. Debutó como profesional en 2006. En 2007 se hizo con el Campeonato Mundial en Ruta y un año después dio positivo; tras varios recursos finalmente fue suspendida por dos años. Tras su vuelta a la competición a mediados de 2008 no volvió a destacar hasta 2013.

## Palmarés
| 2007 - 2.ª en el Campeonato Europeo en Ruta sub-23 - Campeonato Mundial en Ruta 2012 - 3.ª en el Campeonato de Italia en Ruta 2013 - 1 etapa del Tour Languedoc Roussillon 2015 - 1 etapa del Giro de la Toscana-Memorial Michela Fanini 2016 - Omloop van het Hageland - GP della Liberazione PINK - 2 etapas del Trophée d'Or Féminin 2017 - GP della Liberazione PINK - 1 etapa de la Emakumeen Euskal Bira - 1 etapa del Giro de Italia Femenino - Gran Premio Bruno Beghelli 2018 - 1 etapa de la Setmana Ciclista Valenciana - Gante-Wevelgem - Gran Premio de Dottignies - Flecha Brabanzona - Trofeo Maarten Wynants - 1 etapa del BeNe Ladies Tour - Campeonato Europeo en Ruta - 1 etapa del Premondiale Giro Toscana Int. Femminile-Memorial Michela Fanini | 2019 - Omloop van het Hageland - Tour de Drenthe - Tour de Flandes - Gracia-Orlová, más 2 etapas - 1 etapa del Tour de Turingia femenino - Campeonato de Italia en Ruta - Postnord Vårgårda WestSweden RR - 1 etapa del Tour Cycliste Féminin International de l'Ardèche - Gran Premio Bruno Beghelli 2020 - Vuelta a la Comunidad Valenciana féminas 2021 - 1 etapa de la Vuelta a Suiza - La Périgord Ladies - 1 etapa del Tour Cycliste Féminin International de l'Ardèche - 1 etapa del The Women's Tour 2022 - Vuelta a la Comunidad Valenciana féminas - 1 etapa de la Setmana Ciclista Valenciana - Omloop van het Hageland - Festival Elsy Jacobs, más 1 etapa - 2 etapas del Tour de Bretaña 2023 - Le Samyn - 1 etapa del Festival Elsy Jacobs |

## Resultados en Grandes Vueltas y Campeonatos del Mundo
Durante su carrera deportiva consiguió los siguientes puestos en las Grandes Vueltas femeninas y en los Campeonatos del Mundo en carretera:
| Carrera         | Carrera         | 2006 | 2007 | 2008 | 2009 | 2010 | 2011 | 2012 | 2013 | 2014 | 2015 | 2016 | 2017 | 2018 | 2019 | 2020 | 2021 | 2022 | 2023 |
| --------------- | --------------- | ---- | ---- | ---- | ---- | ---- | ---- | ---- | ---- | ---- | ---- | ---- | ---- | ---- | ---- | ---- | ---- | ---- | ---- |
|                 | Giro de Italia  | —    | 10.ª | 9.ª  | —    | —    | 77.ª | 53.ª | 70.ª | —    | 58.ª | 79.ª | 82.ª | Ab.  | —    | —    | 45.ª | 40.ª | 59.ª |
|                 | Tour de l'Aude  | —    | —    | —    | —    | —    | X    | X    | X    | X    | X    | X    | X    | X    | X    | X    | X    | X    | X    |
|                 | Tour de Francia | —    | —    | —    | —    | X    | X    | X    | X    | X    | X    | X    | X    | X    | X    | X    | X    | 61.ª | —    |
| Mundial en Ruta | Mundial en Ruta | —    | 1.ª  | —    | —    | —    | —    | —    | —    | —    | 76.ª | 5.ª  | —    | —    | 7.ª  | —    | 22.ª | 71.ª | —    |

—: no participa
Ab.: abandono

X: ediciones no celebradas

## Equipos
- Safi-Pasta Zara-Manhattan (2006-2008)[4]
- Team Cmax Dila (2008)[5]
- Fenixs-Petrogradets (2010)[6]
- MCipollini-Giambenini (2011-2012)
  - S.C. MCipollini-Giambenini (2011)
  - MCipollini-Giambenini (2012)
- Faren (2013)
  - Faren-Let's Go Finland Team (2013)[7]
  - Faren-Kuota (2013)
- Aromitalia-Vaiano (2015)
- Alé Cipollini (2016-2018)
- Team Virtu Cycling Women (2019)
- Alé/UAE[8] (2020-2023)[9]
  - Alé BTC Ljubljana (2020-2021)
  - UAE Team ADQ (2022-2023)